# The Fine Feathers
The Fine Feathers er en amerikansk stumfilm fra 1912 af Phillips Smalley og Lois Weber.

## Medvirkende
- Phillips Smalley - Arthur Vaughn
- Lois Weber
- Charles De Forrest